# Маркова (муниципальный округ Горноуральский)
Маркова — деревня в Пригородном районе Свердловской области России. Входит в муниципальный округ Горноуральский, управляется Паньшинской территориальной администрацией.
Ранее входила в состав Бродовского сельсовета Пригородного района.

## Население
| 2002 | 2010 | 2021 |
| ---- | ---- | ---- |
| 97   | ↘75  | ↘62  |

## География
Деревня Маркова находится в 67 километрах к юго-востоку от Нижнего Тагила (в 89 километрах по дороге). Деревня расположена преимущественно на правом берегу реки Ямбарки, близ её истока. Севернее деревни Марковой, чуть ниже по течению Ямбарки, расположено соседнее село Бызово.